# Улица Степана Разина (Санкт-Петербург)
Улица Степа́на Ра́зина — улица в Адмиралтейском районе Санкт-Петербурга. Проходит от завода «Адмиралтейские верфи» до набережной Обводного канала.

## История
Улица возникла во второй половине XVIII века и входила в состав Екатерингофского пр., нынешнего проспекта Римского-Корсакова. Участок у реки Фонтанки в 1977 году вошёл в территорию Адмиралтейских верфей.
В 1836 году появляется название Новая Екатерингофская улица или Ново-Екатерингофская улица (от реки Фонтанки до Бумажного канала, включая часть современной Лифляндской улицы). 14 июля 1859 года присвоено наименование Эстляндская улица по Эстляндской губернии, в ряду улиц Нарвской полицейской части, переименованных по прибалтийским губерниям Российской империи.
6 октября 1923 года переименована в улицу Стеньки Разина, в честь С. Т. Разина, предводителя Крестьянской войны в России 1670—1671 годов. Современное название улица Степана Разина дано 22 февраля 1939 года. Тем самым было удовлетворено «ходатайство трудящихся Ленинграда о замене уменьшительного имени Стенька на полное имя Степан».

## Достопримечательности
- Адмиралтейские верфи
- Галерный мост
- Дом № 6Г / ул. Курляндская, 49 — архитектор Э. Юргенсон, проект утверждён в 1875 году. В XVIII веке работали английские пивоварни. Затем Калинкинское пивомёдоваренное товарищество (пиво, мёд, морсы, лимонады)[2].
- Дом № 8, литера Б (набережная Обводного канала, 231) — особняк В. Ф. Друри, 1847 г., арх. П. Е. Луизе. В 2019 году у дома закрасили фасады, после чего перестали быть различимы заложенные в советское время арочные окна. В июле 2021 здание было выставлено на торги[3].  7830918000
- Дом № 9 — Пивоваренный завод имени Степана Разина
- Мост Степана Разина